# Nueva geografía económica
El término nueva geografía económica se refiere a un cambio teórico cualitativo estudio dentro de la "geografía económica "que enfatiza nuevos aspectos como los rendimientos crecientes o las economías de aglomeración". El "inicio" de la nueva geografía económica (y el interés por las relaciones entre comercio y economía) está marcado por "la publicación en 1991 del libro" Geografía y Comercio de Paul Krugman.
La nueva geografía económica se diferenciaría de la "geografía económica anterior" porque introduce "nuevos instrumentos para explicar la localización económica en el espacio", particularmente a lo que se refiere a la simulación numérica y a modelos de competencia imperfecta para analizar el comercio internacional. Pero siguen importantes los teóricos Adam Smith (de quién "retoma ideas como la expansión del mercado y la división del trabajo para fomentar el crecimiento económico") y Alfred Marshall (de quién retoma "el concepto de economías marshallianas, son aquellas externalidades debidas al capital humano de la región"). La "localización" así como "variables relacionadas con ella", entre cuales:
- distancia;
- costes de transporte;
- "dimensión espacial de cualquier actividad económica";
- rendimientos crecientes "para justificar la desigual distribución, nacional y mundial, de la actividad económica";
- "incorporación de externalidades espaciales / economías de aglomeración ("para explicar los procesos de acumulación de riqueza en los lugares inicialmente favorecidos por la localización de un conjunto de actividades económicas y la importancia de las multinacionales".[1]